# Area 51

i7
i11
i13

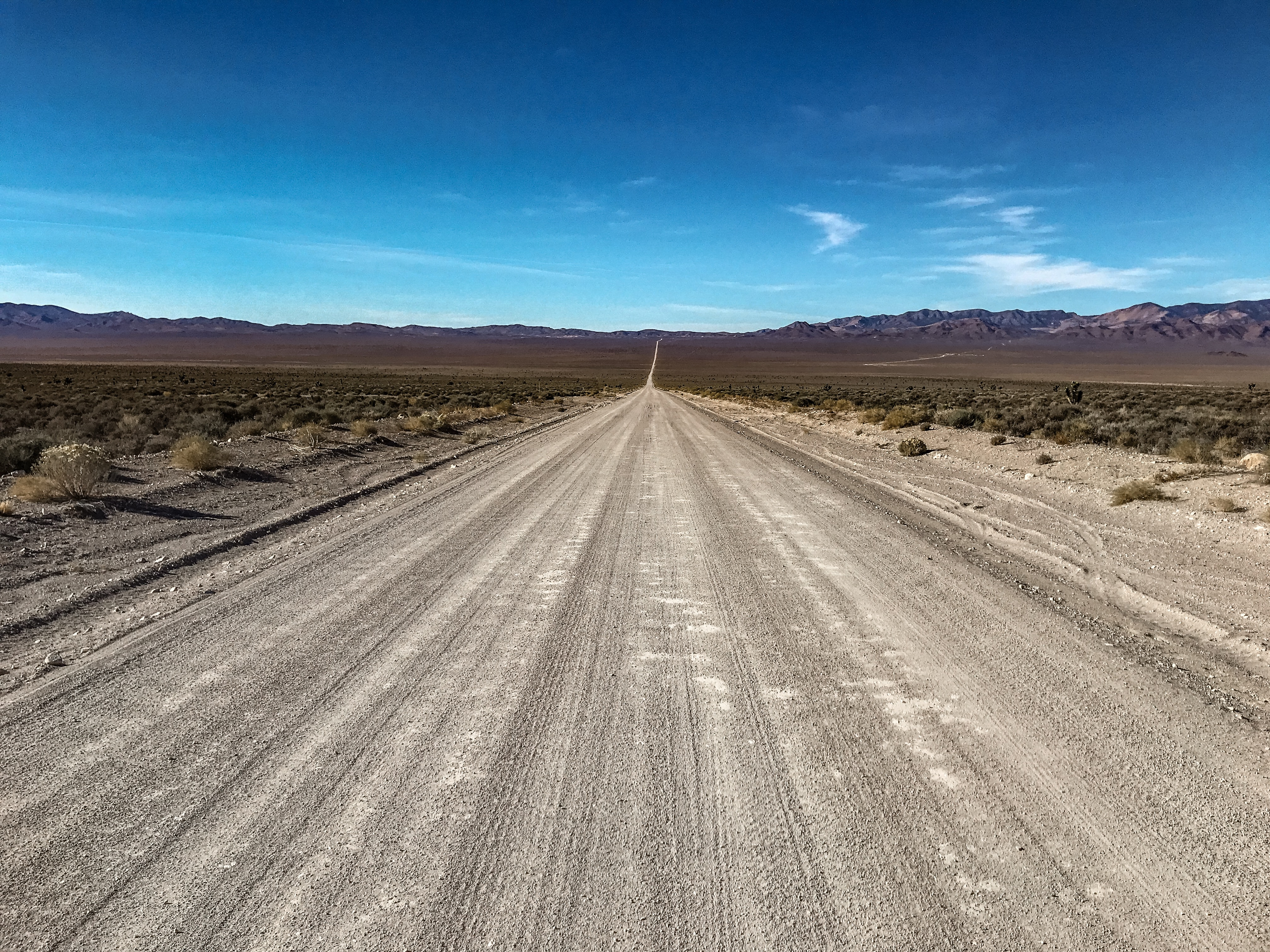
Die Straße „Groom Lake Road“ führt direkt zu Area 51.

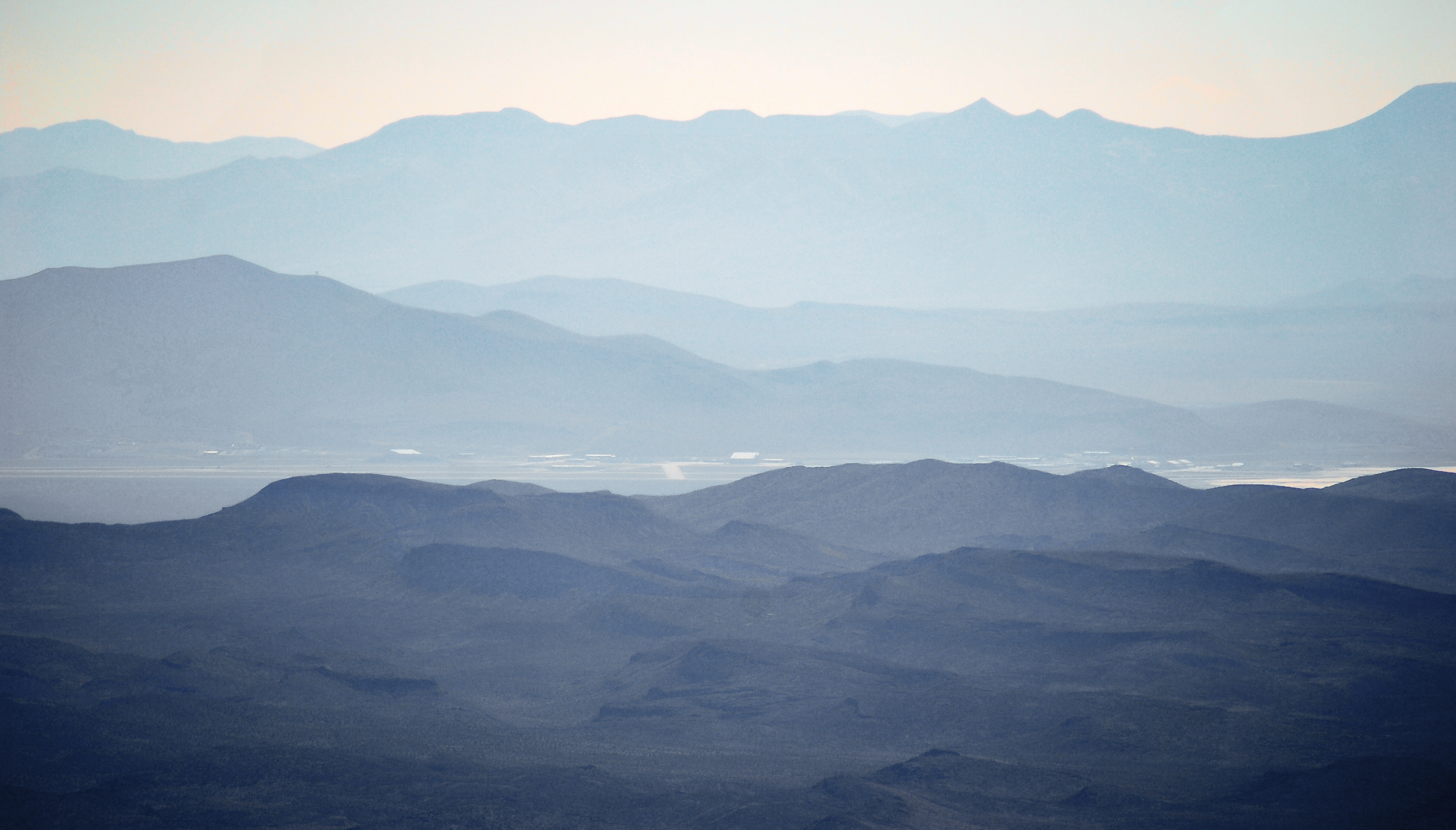
Blick vom rund 2400 m hohen Tikaboo Peak auf die 40 km entfernte Militärbasis Area 51

Die Area 51 ist ein militärisches Sperrgebiet im südlichen Nevada (USA) im Besitz der United States Air Force und des US-amerikanischen Verteidigungsministeriums. Die korrekten Namen sind Homey Airport (ICAO-Code: KXTA, FAA-LID: XTA) oder Groom Lake. Das Sperrgebiet liegt innerhalb des großen Luftwaffenübungsgeländes Nellis als eigene, zusätzlich gesicherte militärische Anlage. Area 51 ist Gegenstand mehrerer Verschwörungstheorien, insbesondere solcher, wonach auf der Basis außerirdische Lebensformen erforscht werden. Die Existenz des Sperrgebiets wurde offiziell jahrzehntelang geheim gehalten und erst im August 2013 vom US-amerikanischen Geheimdienst CIA bestätigt. Die US Air Force testet in dem Sperrgebiet neue Experimentalflugzeuge.

## Geographie

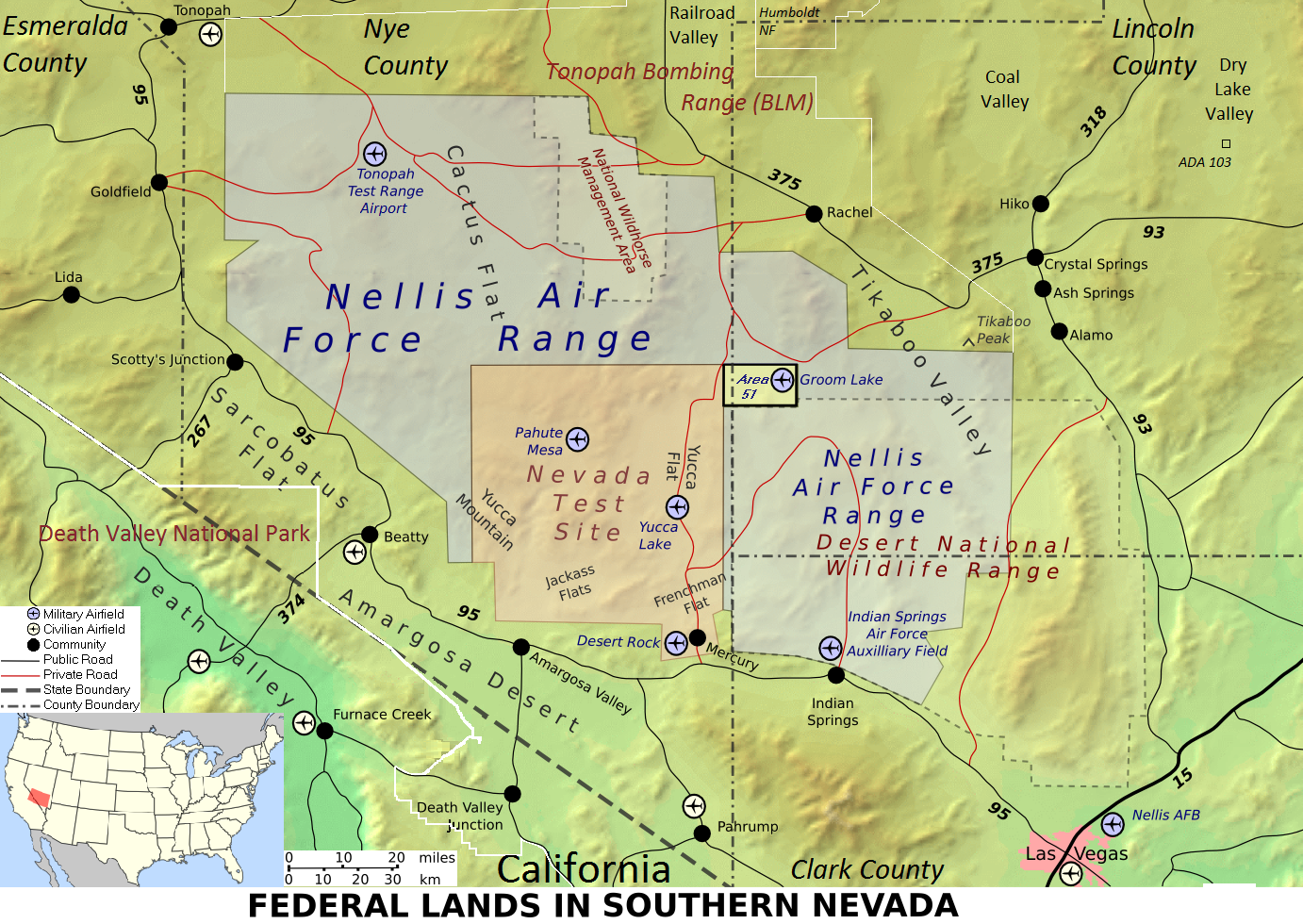
Karte der Region

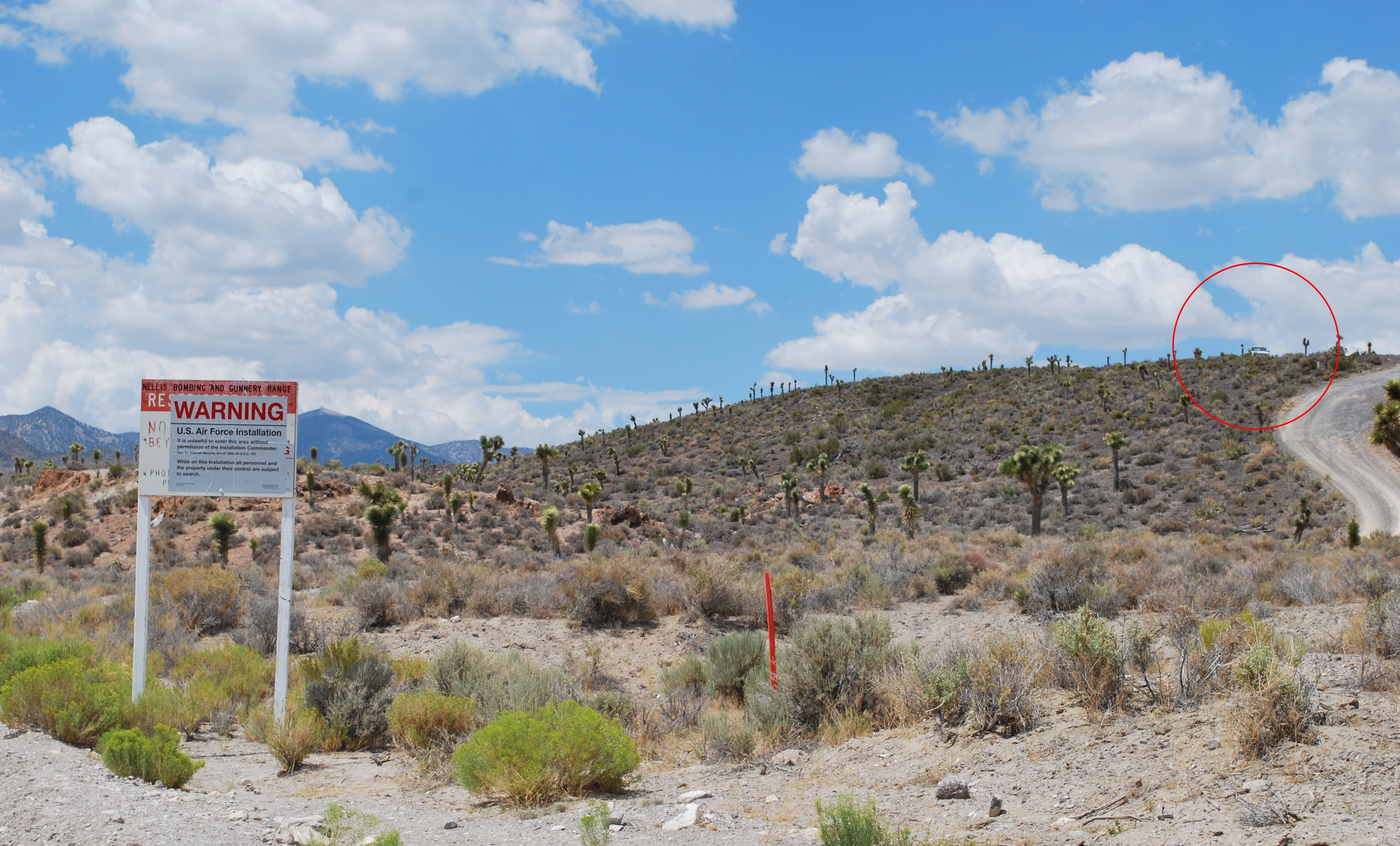
Warnschild vor dem Gelände der Area 51 mit Wächtern im Hintergrund (Groom Lake Road)

Die Area 51 ist ein Sperrgebiet von etwa 100 km² Fläche in Lincoln County und Nye County, 110 km nordwestlich von Las Vegas. Es liegt in der Mojave-Wüste. Den größten Teil des Gebiets macht das Emigrant Valley aus. Es wird von den Groom- und Papoose-Gebirgszügen eingerahmt. Zwischen den beiden Gebirgen liegt der Groom Lake, ein ausgetrockneter Salzsee von etwa fünf Kilometern Durchmesser. Am südwestlichen Ausläufer dieses Sees wurde ein Militärflugplatz errichtet; seine ursprüngliche Start- und Landebahn wurde auf über 8 Kilometer verlängert und durchquert den alten See im Norden. Es gibt darüber hinaus eine weitere, mutmaßlich neuere Start- und Landebahn mit 3,6 km Länge in paralleler Ausrichtung auf Höhe des Stützpunktes. Auf Satellitenfotos sind noch vier Landebahnen auf dem Salzsee zu erkennen; jeweils zwei davon verlaufen parallel. Sie tragen die Kennungen 03/21 L bzw. R und 09/27 L bzw. R und sind etwa 3000 m lang.

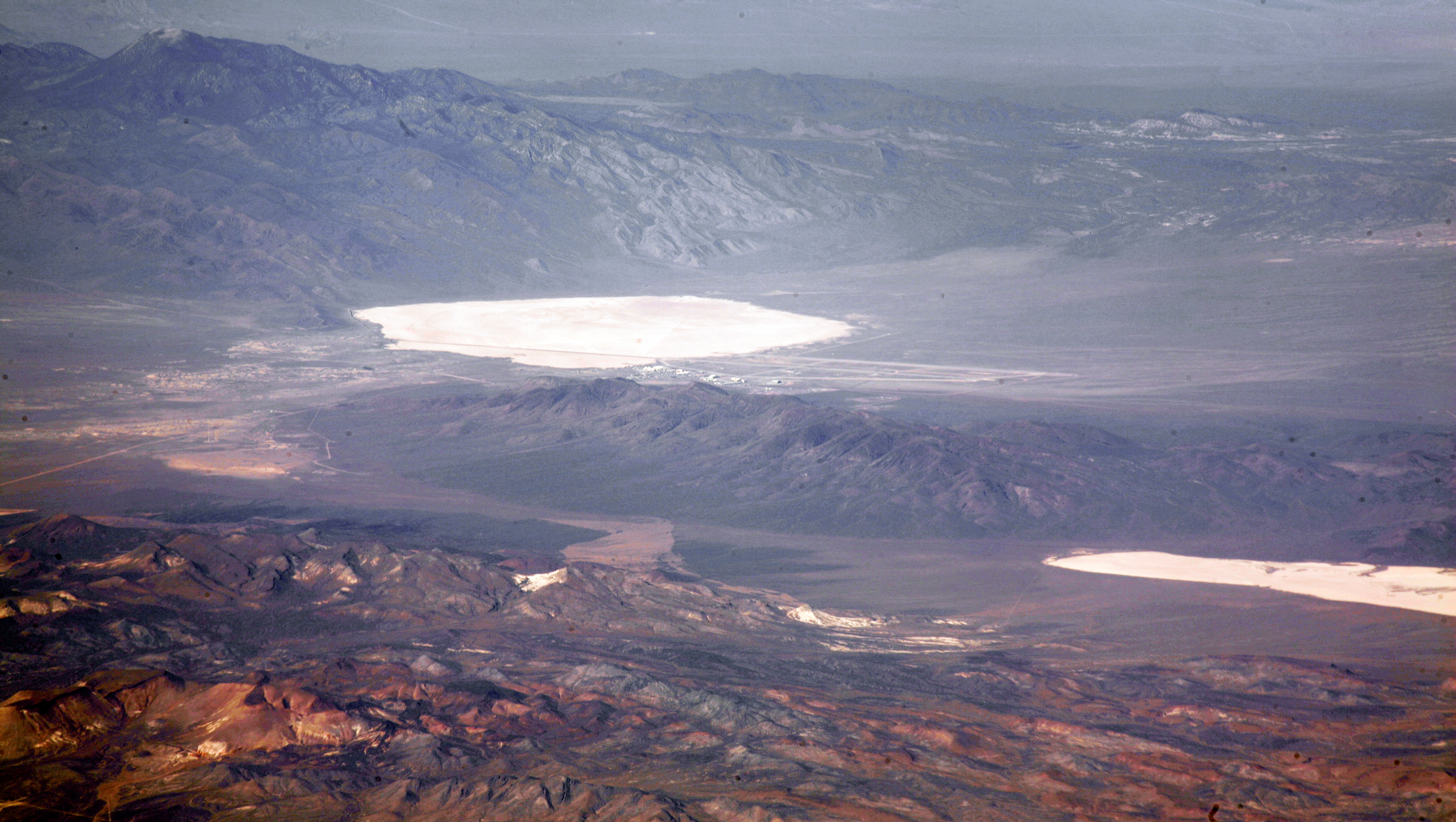
Groom- und Papoosesalzsee

Area 51 grenzt an die Yucca-Flats-Region, die zum ehemaligen Nevada-Testgelände gehört, auf dem das amerikanische Energieministerium weit mehr als 1000 Tests mit Nuklearwaffen nach dem ersten Atombombentest an der Trinity Site (New Mexico) durchführte (siehe Manhattan-Projekt). Das Nuklear-Lager von Yucca Mountain liegt etwa 65 Kilometer südwestlich von Groom Lake.
Die Bezeichnung Area 51 stammt von den alten Gebietseinteilungen auf Karten des Nevada-Testgeländes.

## Operationen am Groom Lake
Die Area 51 wird für die Entwicklung und Erprobung neuer Flugzeuge benutzt. Mit Beginn der Serienproduktion dieser Flugzeuge werden die Prototypen zu ihren neuen Einsatzbasen verlegt. Kampfeinheiten der US-Armee sind am Groom Lake nicht stationiert.

### U-2-Programm

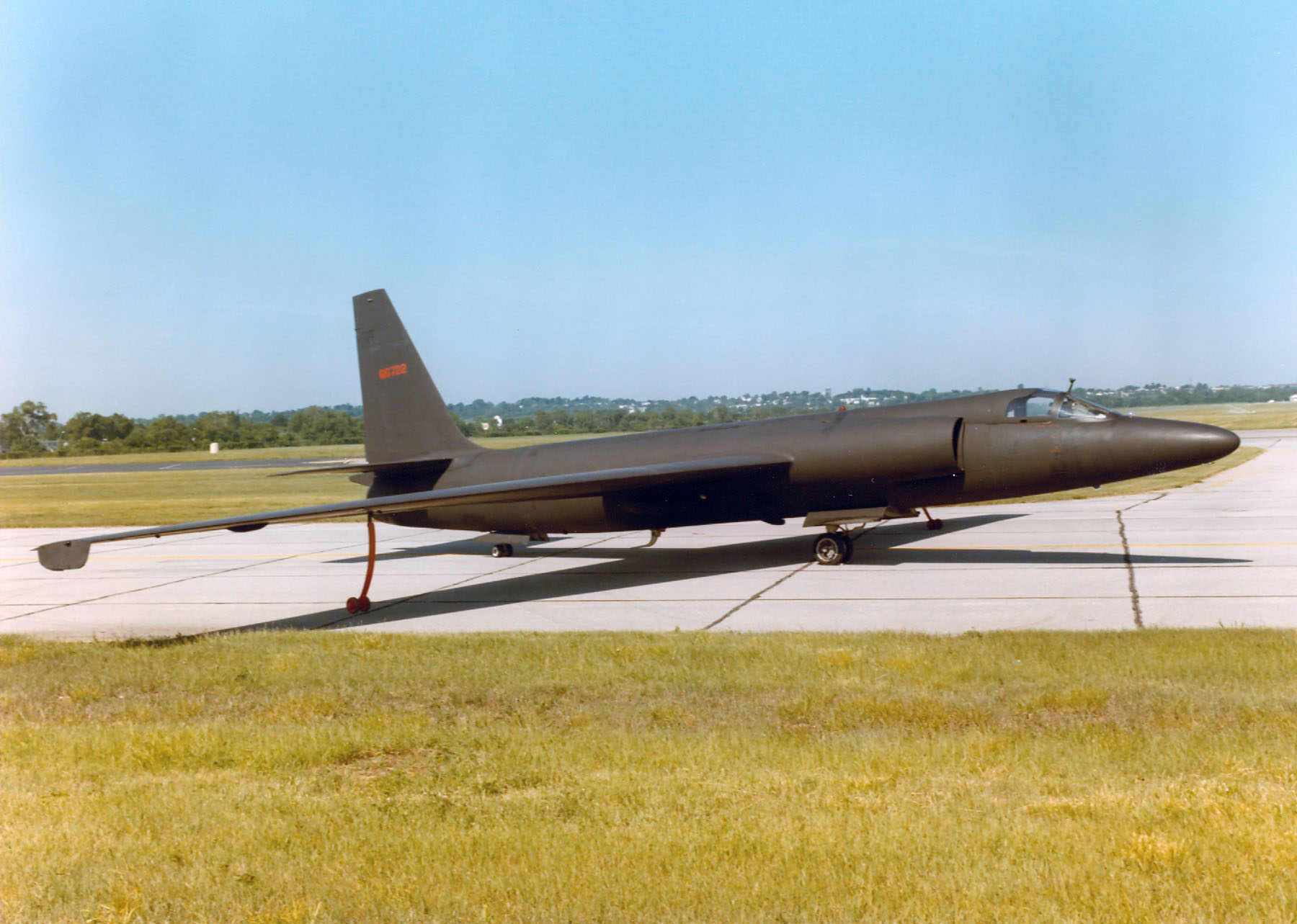
Erste Version der U-2, die in Groom Lake getestet wurde

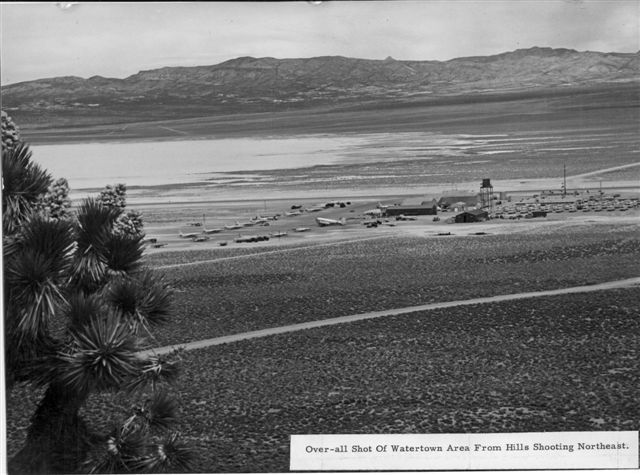
Groom Lake circa 1957

Der Groom Lake wurde während des Zweiten Weltkriegs als Bomben- und Artillerieschießplatz verwendet. 1955 wurde dieser stillgelegt, als der Ort vom Team der Lockheed Advanced Development Projects Unit (besser bekannt als Skunk Works) als ein idealer Platz für Testflüge des U-2-Spionageflugzeugs ausgewählt wurde. Der See war ein idealer Start- und Landeplatz für das schwer zu handhabende Testflugzeug, und die Gebirgszüge sowie das ohnehin abgesperrte Nevada-Testgelände verbargen das geheime Flugzeug vor den Augen der Öffentlichkeit.
Lockheed baute am Groom Lake eine Behelfsbasis, die aus einigen Bunkern, Fertigungshallen und einer Wohnwagensiedlung bestand. Die erste U-2 startete im August 1955, und ab Mitte 1956 begannen die von der CIA eingesetzten U-2 von Deutschland und der Türkei aus ihre Aufklärungsflüge über der Sowjetunion und anderen Staaten des Warschauer Paktes.
Während dieser Zeit führte das Nevada Test Site (NTS) eine neue Serie oberirdischer Kernwaffentests durch. Die Operationen mit der U-2 mussten daher im Verlauf des Jahres 1957 mehrfach unterbrochen werden. Bei einem Versuch ging radioaktiver Fallout über Groom Lake nieder und zwang zur vorübergehenden Evakuierung des Geländes.
Da die Hauptaufgabe der U-2 das Überfliegen der Sowjetunion war, wurden sie auf Stützpunkte nahe den sowjetischen Grenzen verlegt, beispielsweise Incirlik Air Base in der Türkei oder Peschawar in Pakistan.

### A-12 Oxcart / SR-71-Blackbird-Programm

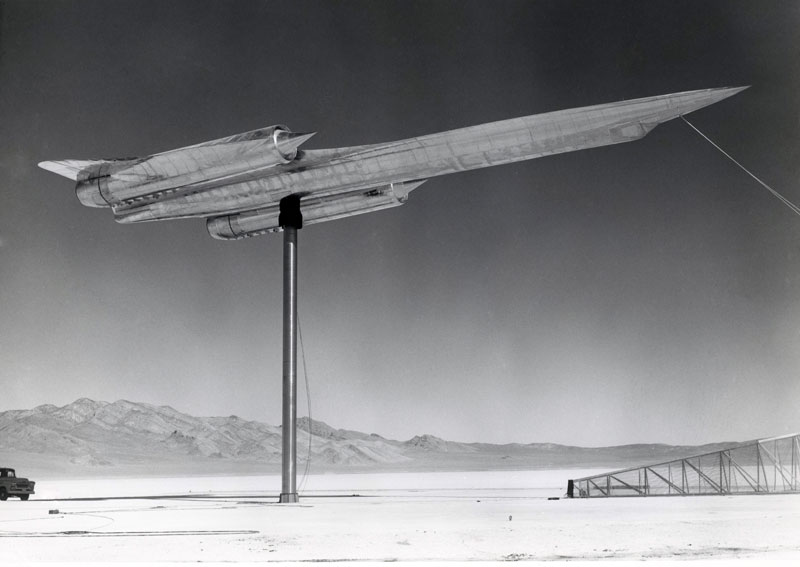
A-12 (auf dem Rücken) beim Messen der Radarrückstrahlung (Radarquerschnitt) am Groom Lake, 1959

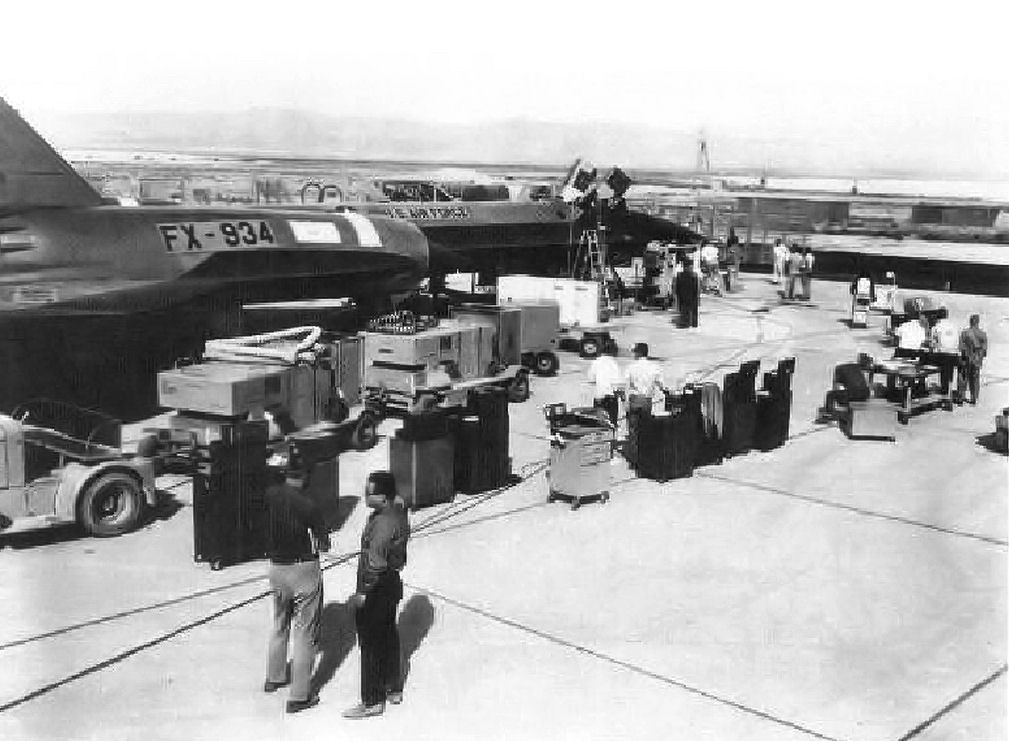
Erster Lockheed YF-12-Prototyp (Lockheed A-12), am Boden in Groom Lake, 1960

Noch bevor die Entwicklung der U-2 abgeschlossen war, begann Lockheed mit den Arbeiten an deren Nachfolger, dem Projekt Oxcart, einem Aufklärungsflugzeug mit Höchstgeschwindigkeit Mach 3 für große Höhen, das später zur SR-71 Blackbird weiterentwickelt wurde. Die Flugeigenschaften und Wartungsanforderungen der Blackbird erforderten einen umfangreichen Ausbau der Anlagen am Groom Lake, insbesondere der Startanlagen.
Als 1962 der erste Prototyp der A-12 Oxcart flog, war die Hauptstartbahn auf 2600 m verlängert worden und die Basis beherbergte ständig 1000 Mann Personal. Sie besaß ein Treibstofflager, einen Tower (Rufzeichen: „Dreamland“) und einen Baseball-Platz. Die Sicherheit wurde drastisch erhöht, so wurde die kleine zivile Mine am See geschlossen, und das Gebiet rund um die Basis wurde zum stark gesicherten Sperrgebiet. Eindringlinge durften ohne Vorwarnung erschossen werden.

### D-21 Tagboard

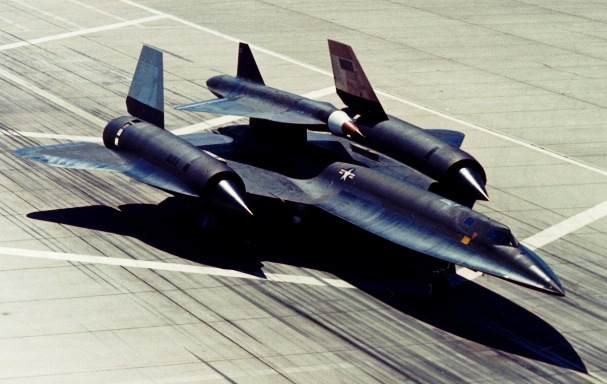
Die Lockheed D-21 auf dem Rumpf der M-21

Nach dem Abschuss von Gary Powers U-2 am 1. Mai 1960 suchte die CIA nach neuen Möglichkeiten, Aufklärung tief über fremdem Staatsgebiet zu betreiben. 1962 wurde Lockheed mit einer Studie für eine schnell und hoch fliegende Drohne beauftragt. Der damalige Chefkonstrukteur, Kelly Johnson, griff dafür auf Erkenntnisse und Komponenten des A-12-Programms zurück und präsentierte schließlich den Entwurf der D-21. Flugtests auf dem Rücken einer M-21 begannen am 22. Dezember 1964. Der erste freie Flug erfolgte schließlich am 5. März 1966 vom geheimen Stützpunkt Area 51/Groom Lake aus.

### Have-Blue- / F-117-Nighthawk-Programm

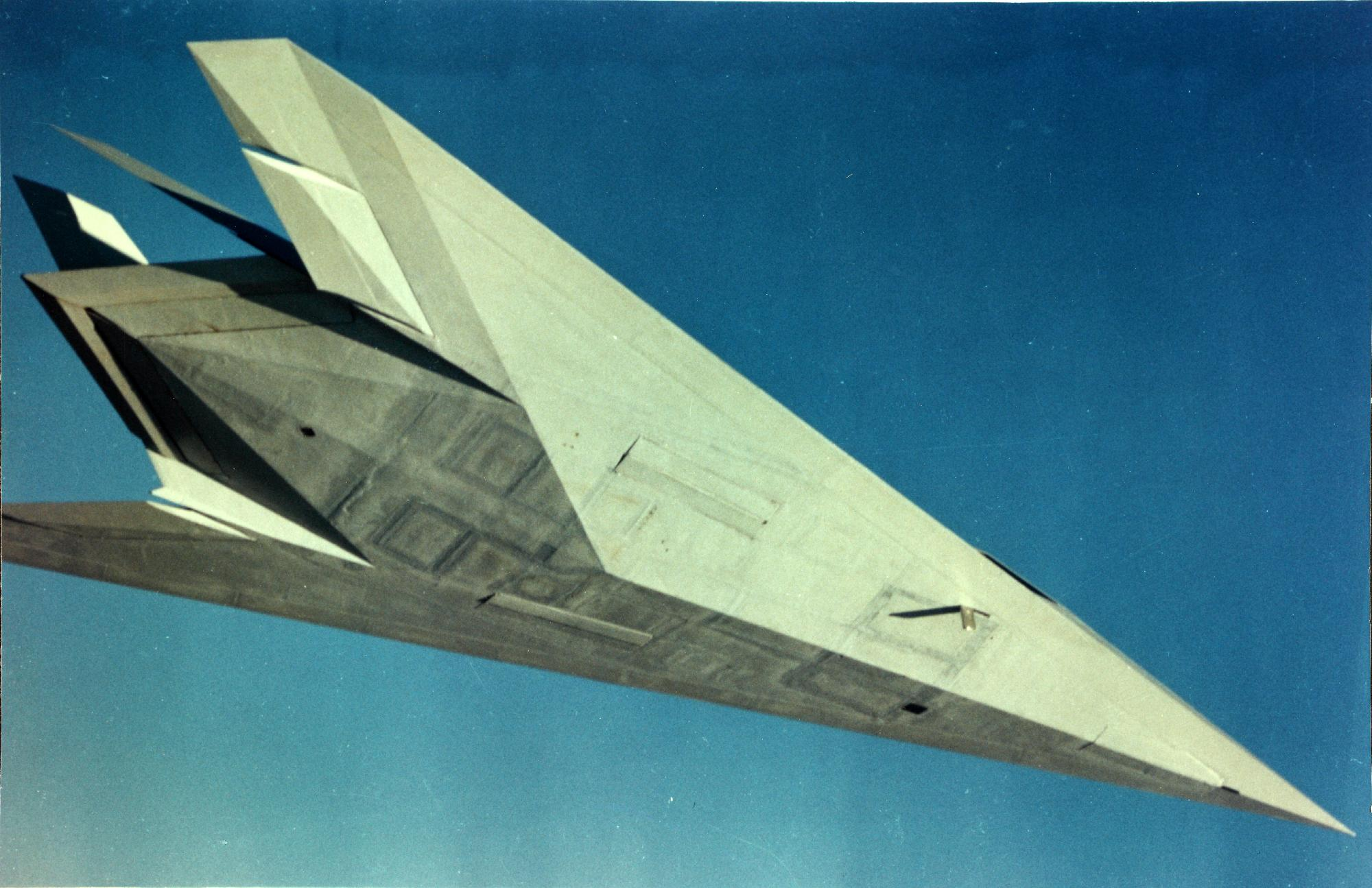
Have-Blue-Prototyp beim Testflug am Groom Lake

Der erste Have-Blue-Prototyp des späteren Tarnkappenbombers Lockheed F-117 absolvierte seinen Erstflug in Groom Ende 1977. Die Tests der geheimen Prototypen dauerten bis Mitte 1981, danach begann die Serienproduktion. Außer den Tests der Flugeigenschaften wurden in Groom auch das Radarprofiling, Waffentests mit der F-117 und das Training der ersten Gruppe von F-117-Piloten in Kampfeinheiten durchgeführt. Die ersten Operationen der F-117 im aktiven Dienst wurden dann auf der nahegelegenen Landebahn in Tonopah Test Range verlegt. Dabei bestand immer noch eine hohe Geheimhaltungsstufe.

### Erprobung von Beuteflugzeugen

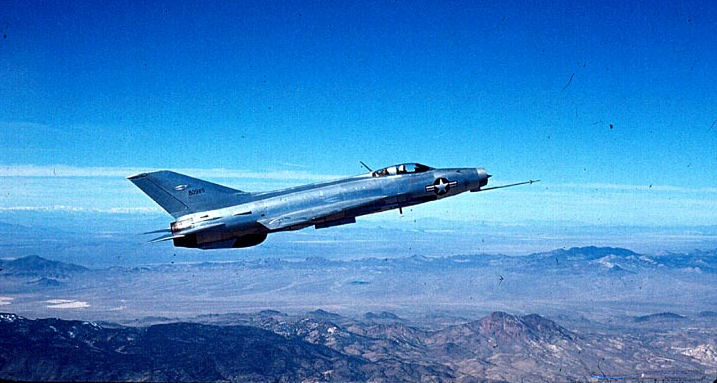
HAVE DOUGHNUT, (MiG-21F-13) geflogen von der United States Navy und Air Force Systems Command 1968 über Area 51

Das Gelände diente außerdem ab 1967 der Erprobung von Beuteflugzeugen sowjetischer Muster, wie der MiG-21 (Have Doughnut), der MiG-17 (Have Drill, Have Ferry) und der MiG-23. Diese stammten überwiegend aus Arsenalen (ehemals) UdSSR-unterstützter Staaten wie dem Irak. Vor der Verlegung nach Groom Lake war der Standort für Tests dieser Art (mit Jak-23-, MiG-15-Maschinen) die Wright-Patterson Air Force Base gewesen. Die Air Force hatte eine ausschließlich mit Beuteflugzeugen sowjetischer Muster ausgerüstete Staffel (Decknamen „Constant Peg“), die auf dem Nellis-Range-Gelände Übungs-Luftkämpfe gegen US-Flugzeugtypen durchführte, um deren Piloten für zukünftige Feindeinsätze zu trainieren. 1967 tobte der Vietnamkrieg; die UdSSR rüstete Nordvietnam mit zahlreichen Kampfflugzeugen aus. Auch andere Beutewaffen wie Panzer oder Radaranlagen aus Staaten des sowjetischen Einflussbereichs wurden in Area 51 erprobt.

### Spätere Operationen

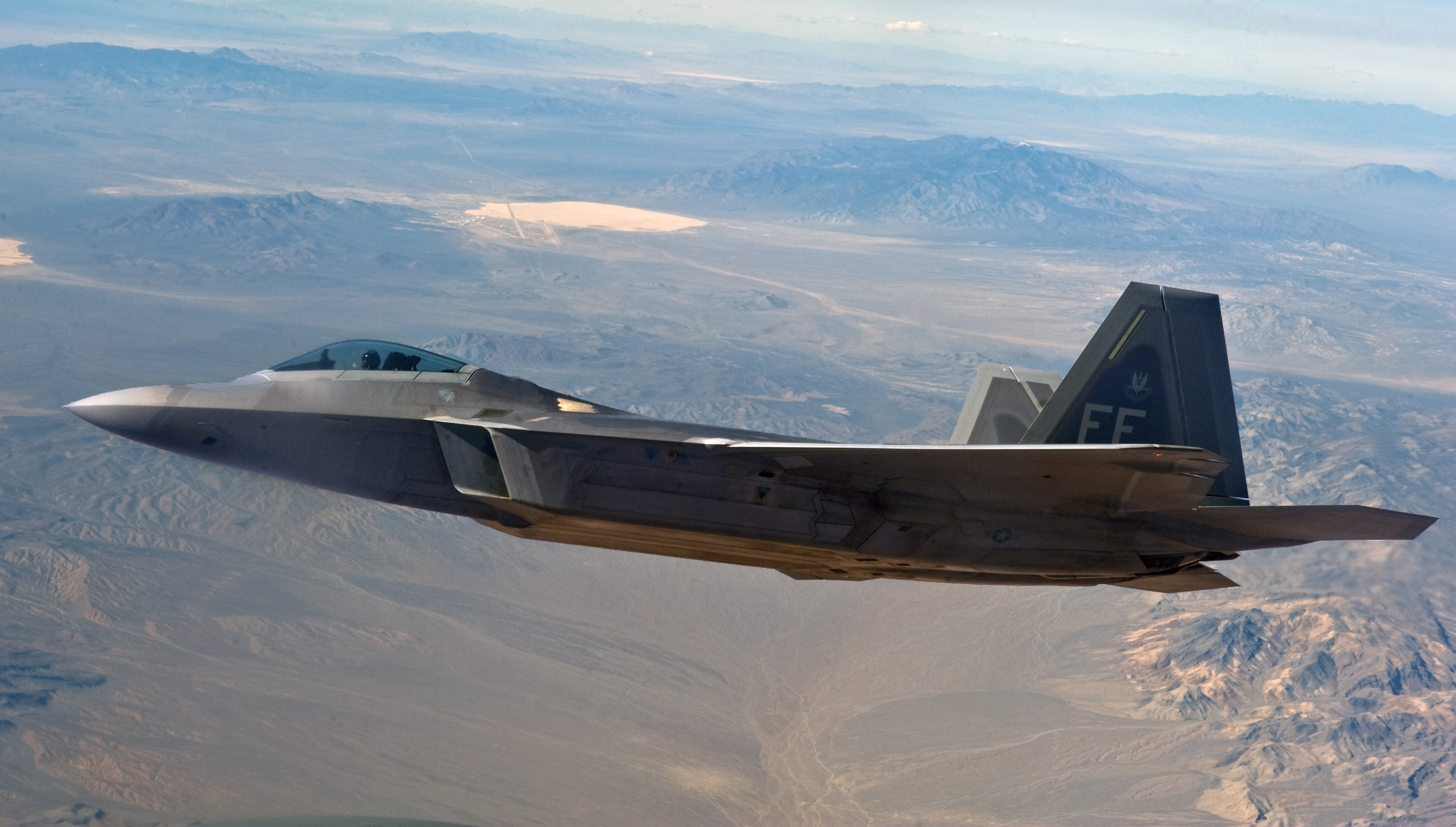
F-22 während Red Flag (Manöver) mit Groom Lake im Hintergrund (März 2013)

Seit die F-117A 1983 einsatzbereit war, gingen die Aktivitäten am Groom Lake unvermindert weiter. Die Basis und das dazugehörige System von Landeplätzen wurden ausgebaut. Satellitenfotos lassen auf eine ständig mit 1000 Personen besetzte Basis schließen, zu denen noch einmal 1000 täglich von Las Vegas eingeflogene Pendler kommen. Diese Pendelflüge erfolgen mit Boeing-737-600-Jets vom Flughafen Las Vegas mehrmals am Tage mit den Janet-Flügen.
1995 dehnte die Regierung das Sperrgebiet um die Basis auf einige nahegelegene Hügel aus (White Sides und Freedome Ridge), von denen man vorher einen Blick auf die Basis hatte. Der zurzeit einzige Punkt, von wo aus man bedingt eingeschränkten Einblick in das Sperrgebiet hat, ist der Gipfelbereich des Tikaboo Peak. Dieser rund 2400 m hohe Berg liegt etwa 40 km östlich der Area-51-Militärbasis.
Laut Gerüchten wurden am Groom Lake auch die Stealth-UAV-Aufklärungsdrohne, ein kleiner Stealth-Truppentransporter, eine ebenso getarnte Cruise Missile (Lockheed Senior Prom) und das hypothetische Aurora-Flugzeug getestet.
Im Frühjahr 2008 wurde ein weiterer Hangar fertiggestellt, er gilt als das größte Gebäude von Area 51.
Ende Januar 2022 kamen Spekulationen dahingehend auf, dass auf dem Gelände am Groom Lake erstmals via Satellit die Aufnahme des sogenannten NGAD, des möglichen Nachfolgemodells von F/A-18E/F Super Hornet und der Lockheed Martin F-22, während eines Rollout gelungen sein könnte.
Die Air Force bleibt bei ihrer Linie, Gerüchte über Groom Lake und die Aktivitäten dort weder zu bestätigen noch zu dementieren.

## UFO- und Verschwörungstheorien
Geheimhaltungsmaßnahmen, die Verbindung zu geheimer Flugzeugforschung und Berichte über ungewöhnliche Phänomene machten Area 51 zu einem zentralen Bestandteil moderner UFO- und Verschwörungstheorien. Angeblich fanden oder finden dort unter anderem folgende außergewöhnliche Aktivitäten statt:
- Lagerung, Untersuchung und Reverse Engineering abgestürzter außerirdischer Raumschiffe (u. a. Material eines angeblich 1947 bei Roswell abgestürzten Objektes), die Untersuchung der jeweiligen (toten oder lebenden) Besatzungen und die Herstellung von Flugzeugen, die auf außerirdischer Technologie basieren. 1989 behauptete Robert Lazar in mehreren TV-Interviews, an geheimen Projekten in einer Forschungseinrichtung S4 in der Nähe des Papoose-Salzsees im Area 51 gearbeitet zu haben.[14]
- Treffen und geheime Gespräche mit extraterrestrischen Lebensformen.
- Entwicklung exotischer Energiewaffen (für die Strategic Defense Initiative oder andere Anwendungen, wie z. B. Wetterkontrolle).
- Aktivitäten in Verbindung mit einer angeblichen Schattenregierung der Welt durch die Illuminaten und andere Geheimbünde.
- Geheime Filmstudios, in denen die Bilder von den Apollo-Landungen auf dem Mond gedreht worden sein sollen (siehe Verschwörungstheorien zur Mondlandung).

Der nächstgelegene zivile Wohnplatz außerhalb der Area 51 ist das kleine Dorf Rachel; es wurde zum Pilgerziel für Verschwörungstheoretiker und Ufologen. Einige Besucher berichteten von Begegnungen der ersten Art, in Form von unüblichen Lichterscheinungen entlang des durch den Ort laufenden Highways 375, der mittlerweile auch offiziell „Extraterrestrial Highway“ heißt. In den meisten Fällen ließen sich diese Erscheinungen jedoch auf Kampfflugzeuge der nahegelegenen Nellis Air Force Base zurückführen, die entlang des Highways Zielübungen durchführten oder Positionslichter von experimentellen Flugzeugen, wie der U2, die Testflüge von der Area 51 durchführten.

### Offizielle Stellungnahmen

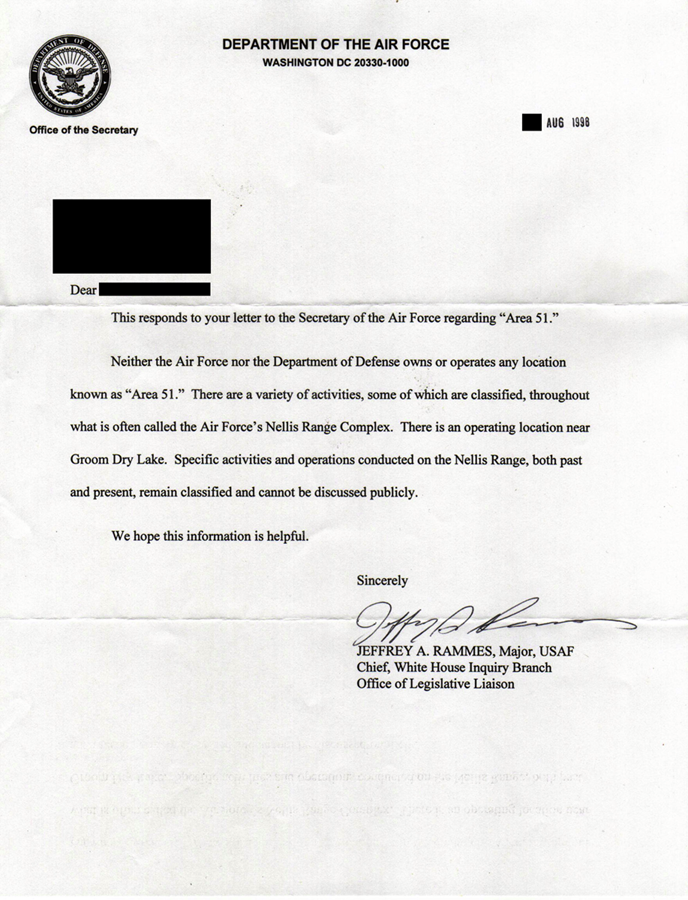
Standardisierte Stellungnahme der U.S. Air Force zu Area 51, hier aus dem Jahr 1998

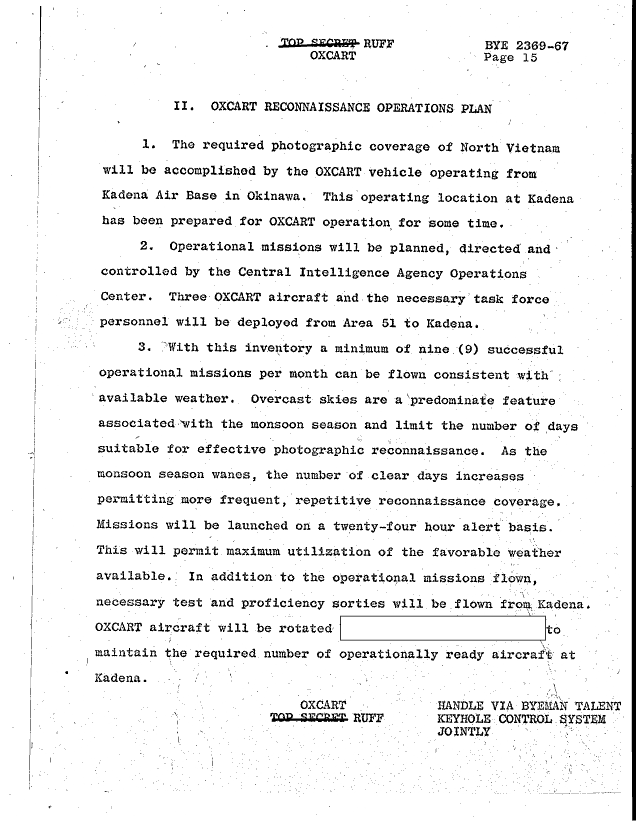
CIA-Dokument von 1967, das Area 51 erwähnt

Offizielle Stellen bestätigten vor 2013 die Existenz der Area 51 am Groom Lake nicht explizit; die Existenz der Luftwaffenbasis wurde nie bestritten. Im August 2013 wurde die Existenz der Area 51, auch unter diesem Namen, von der CIA offiziell bestätigt, nachdem der Forscher Jeffrey T. Richelson vom Nationalen Sicherheitsarchiv der George-Washington-Universität einen Freedom-of-Information-Act-Antrag stellte. Das US-Verteidigungsministerium erklärte, dass Area 51 keine offizielle Bezeichnung sei, allerdings als Teil der Nellis Range Testgebiet für Technologien und Waffensysteme sowie Trainingsbereich für die Effektivität der US-Streitkräfte und die Sicherheit der Vereinigten Staaten zuständig sei. Es wird bestätigt, dass bestimmte gegenwärtige und vergangene Aktivitäten Verschlusssache seien und nicht veröffentlicht werden können.
Der Originaltext lautet:

‘Area 51’, is not an Air Force designation, but the area referred to is part of the Air Force’s Nellis Complex. The complex is used for testing technologies and systems, and training for operations critical to the effectiveness of U.S. military forces and the security of the United States. One part of the complex is located near Groom dry lake. Some specific activities and operations conducted on the Nellis Range, both past and present, remain classified and cannot be discussed publicly.

„‚Area 51‘ ist keine Bezeichnung der Air Force, aber das damit gemeinte Gebiet ist Teil des Nellis-Komplexes der Air Force. Dieser Komplex wird zur Erprobung von Technologien und Systemen und zum Training für Operationen verwendet, die für die Effektivität der amerikanischen Streitkräfte und für die Sicherheit der USA entscheidend sind. Ein Teil des Komplexes liegt am trockenen Groom Lake. Einige gewisse Aktivitäten und Operationen, die am Nellis-Gelände in Vergangenheit und Gegenwart durchgeführt werden, bleiben unter Verschluss und können nicht öffentlich diskutiert werden.“

Die Gegend taucht auf den meisten Karten als großes Sperrgebiet östlich des U.S. Highway 95 (von Las Vegas nach Reno) auf. Das Gebiet wird in den von der Regierung veröffentlichten Satellitenfotos der Vereinigten Staaten nicht aufgeführt. Auf der militärischen Luftraumkarte Nellis AFB Range Chart, die das gesamte Gebiet der Nellis Range abdeckt und die von der Defense Mapping Agency herausgegeben wird, wird nur die Nellis Air Force Base ohne Erwähnung einer sogenannten „Area 51“ angezeigt. Mittlerweile hat die Federation of American Scientists (FAS) auf ihrer Seite Bilder des Satelliten IKONOS mit einer Auflösung von einem Meter publiziert, die verschiedenste Anlagen innerhalb der Nellis Air Force Base zeigen. Seit der Veröffentlichung der Programme Google Earth oder Worldwind ist es möglich, sich Satellitenbilder dieses Ortes über ein Geländemodell gezogen anzusehen.

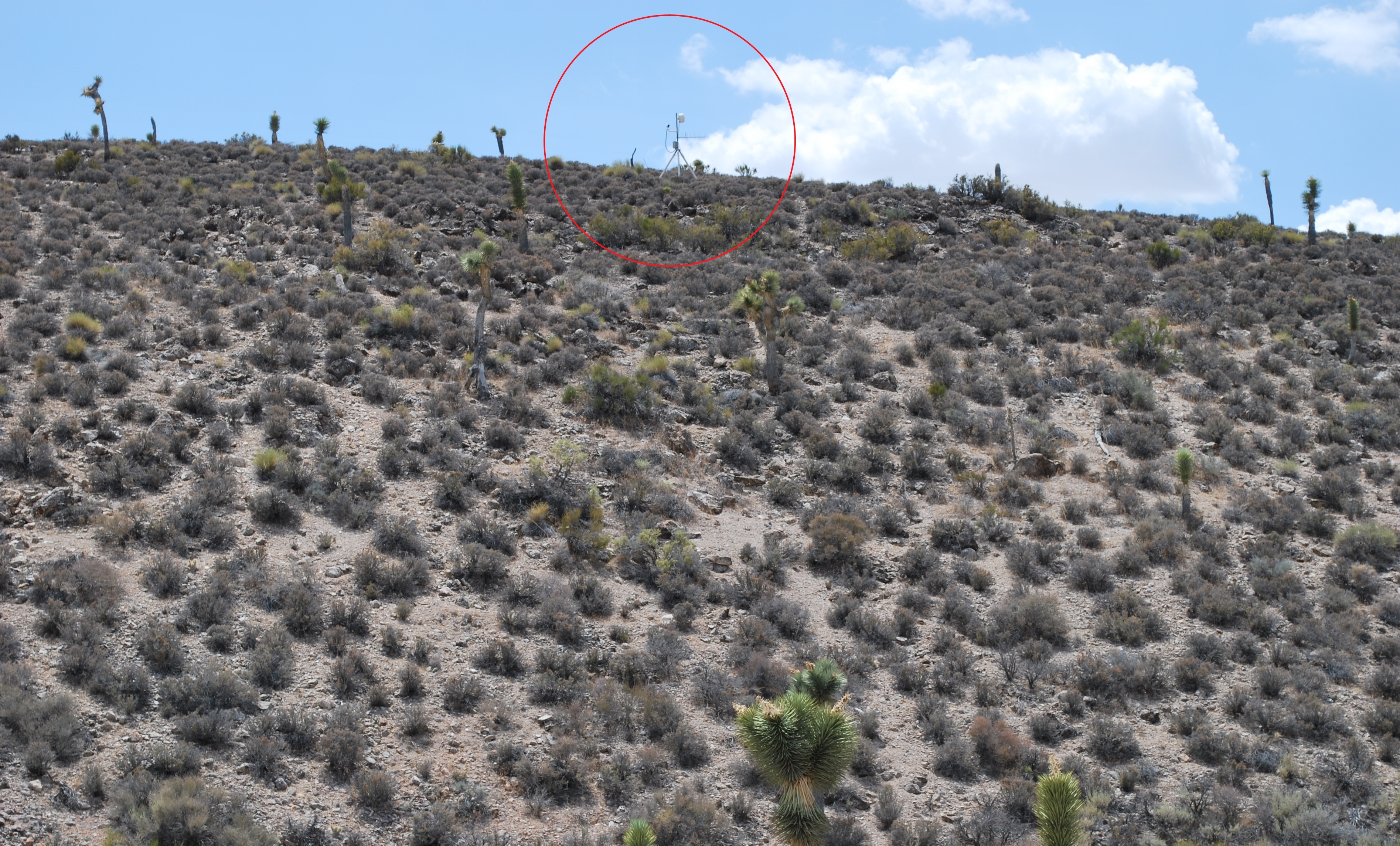
Überwachungskamera an der Groom Lake Road zur Area 51

Mittlerweile hat der Flugplatz auf Groom Lake wie jeder andere mehr oder weniger öffentliche Flugplatz einen ICAO-Code erhalten: KXTA.
Das Gelände um den Trockensee ist ein Flugbeschränkungsgebiet (R-4808N). Es soll durch Radarstationen, versteckte Bewegungsmelder und auf menschliche Ausdünstungen reagierende Schweißsensoren gesichert sein. Zu den Sicherheitsmaßnahmen gehören außerdem bewaffnete Wachen eines zivilen Wachdienstes, die bei Bedarf von der örtlichen Polizei unterstützt werden. Auf Anweisung des damaligen US-Präsidenten George W. Bush ist das Operationsgebiet der Air Force nahe dem Groom Lake, Nevada zudem von den geltenden Umweltschutzgesetzen ausgenommen, da es Anfang der 1990er Jahre zu Gerichtsklagen gekommen war.
Area 51 dient offenbar als Testflugbasis. Direkt neben dem Sperrgebiet Area 51 liegt ein weiteres Gebiet, das in zivilen Karten als Waffentestgebiet ausgezeichnet ist. In der Nähe findet regelmäßig das Red-Flag-Manöver statt.
Im August 2013 musste die US-Regierung im Rahmen des Freedom of Information Act Dokumente freigeben, die die Existenz der Area 51 bestätigen. Demnach soll es während des Kalten Krieges als Testgelände für die Spionage- bzw. Aufklärungsflugzeuge U-2 und Oxcart genutzt worden sein. Das Gelände soll ebenso zur Erprobung des Mondrovers sowie für Tests von Unterstützungssystemen gedient haben, die im Rahmen der Apollo-Missionen 15, 16 und 17 zum Einsatz kamen.
In dem von der CIA freigegebenen, 407 Seiten starken Dokument sind die Spionage-Flüge der US-Streitkräfte in den Jahren 1954 bis 1974 festgehalten. Weder Piloten und Passagiere kommerzieller Flüge noch Beobachter auf der Erde konnten sich in dieser Zeit die rasend schnellen, blitzhellen Lichterscheinungen am Himmel erklären. Die CIA erklärt die Erscheinungen inzwischen folgendermaßen: Mitte der 1950er Jahre flogen Passagierflugzeuge in Höhen zwischen drei und sechs Kilometern, militärische Flugzeuge wie Bomber der Typen B-47 und B-57 blieben unter zwölf Kilometern. Die Spionageflugzeuge U-2 und Oxcart waren dagegen eigens dafür konstruiert, enorme Höhen zu erreichen. Als sie begannen in Höhen größer als 18 Kilometer zu fliegen, bekamen die Fluglotsen steigende Zahlen an UFO-Meldungen. Da die Spionageflugzeuge in rund 20 Kilometern Höhe in der Stratosphäre verkehrten, wurden von ihren Flügeln Sonnenstrahlen auch dann noch reflektiert, wenn es in tieferen Schichten der Atmosphäre längst dunkel geworden war. Das erweckte den Anschein, als seien UFOs im Anflug. Hunderte UFO-Sichtungen sind nun aufgeklärt.

### Aktion „Storm Area 51“
Im Juli 2019 wurde, um Beweise für die Verschwörungstheorien zu bekommen, im sozialen Netzwerk Facebook als Scherz die Aktion Storm Area 51, They Can't Stop All of Us gestartet, die für den 20. September 2019 eine „Stürmung“ der Area 51 plante. Die Aktion erlangte als Internetphänomen große mediale Aufmerksamkeit und innerhalb kurzer Zeit sagten über 2,1 Millionen Facebook-Nutzer ihr Kommen zu, weitere 1,5 Millionen waren interessiert. Das US-Verteidigungsministerium äußerte sich warnend gegenüber Aktionen, bei denen Personen das Gelände der Area 51 betreten. Am 20. September 2019 erschienen schließlich etwa 2000 Menschen in der Nachbarstadt Rachel, weniger als ein dutzend Menschen betraten das Gelände.

## Area 51 in der Popkultur
Die Basis ist aufgrund ihres Bekanntheitsgrades ein beliebtes Thema in Spielfilmen und Computerspielen. Sie kommt unter anderen in folgenden Filmen vor:
- 51
- Das Vermächtnis des geheimen Buches
- Groom Lake
- Hulk
- Independence Day
- Indiana Jones und das Königreich des Kristallschädels
- Männer, die auf Ziegen starren
- Men in Black
- (T)Raumschiff Surprise – Periode 1

Auch viele Fernsehserien erwähnen in einzelnen Episoden Area 51 wie:
- Akte X – Die unheimlichen Fälle des FBI
- EUReKA – Die geheime Stadt
- JAG – Im Auftrag der Ehre
- Knight Rider
- Relic Hunter
- Roswell
- Seven Days
- Stargate Atlantis
- Stargate – Kommando SG-1
- Star Trek: Deep Space Nine
- Taken
- Transformers

Comicserien wie Die Simpsons und Futurama enthalten einige ironische Anspielungen. In der Serie American Dad hingegen lebt der Alien Roger bei der Familie Smith, weil er Stan in Area 51 das Leben gerettet hat. Auch in Archer spielt die siebte Folge der sechsten Staffel dort.
Der von „Vega 7 Entertainment“ 1997 veröffentlichte Film Area 51 ist eine anderthalbstündige Dokumentation über die Militärbasis Nellis Range und die damit in Verbindung stehenden Geschichten über die Aliens. Es enthält außerdem ein Interview mit einem anonym auftretenden „Viktor“, der ein Mitarbeiter auf Nellis sein soll und für das Interview bezahlt wurde.
In vielen Computerspielen sind Level oder Abschnitte mehr oder weniger deutlich an die Area 51 angelehnt. Dies zieht sich durch alle Genres, von Ego-Shootern und Flugsimulationen bis zu Rennspielen. Im Computerspiel Grand Theft Auto: San Andreas beispielsweise gibt es im Spielabschnitt Las Venturas ein militärisches Sperrgebiet, das an die Area 51 angelehnt ist. Ähnliche Areale gibt es auch in Deus Ex, der Atomic Edition von Duke Nukem 3D, dem Simulationsspiel Microsoft Flight Simulator X, dem Rennspiel The Crew, Tomb Raider III, World Racing oder dem Fantasy-Rollenspiel World of Warcraft, in dem es einen von Goblin-Ingenieuren betriebenen Stützpunkt namens Area 52 gibt. Des Weiteren enthält auch das Rennspiel Asphalt 8 einen Abschnitt, welcher Area 51/Geheimlabor genannt wird. Im N64-Spiel Perfect Dark gibt es ebenfalls Abschnitte in einem Stützpunkt namens Area 52. In Banjo-Tooie gibt es in der Vergnügungsparkwelt (Hex Hex Park) einen Alienabschnitt, der Area 51 nachempfunden ist. In der Sport-Simulation Tony Hawk’s Pro Skater fährt man durch das Testgelände vorbei an Seziertischen, futuristischen Half-Pipes und anderen Ramps. In RollerCoaster Tycoon 3 gibt es einen Vergnügungspark „Broom Lake“ mit Alien-Thematik. In der Städtebausimulation SimCity 4 ist eine geheime Luftwaffenbasis mit dem Namen Area 5.1 als Belohnung verfügbar, von der aus der Spieler mit einem Kampfjet oder einem UFO über seiner Stadt fliegen und diese auch beschießen kann.
In der Modelleisenbahnanlage Miniatur Wunderland (Hamburg) enthält der Abschnitt Amerika einen kleinen Bereich, der humorvoll auf die Area 51 verweist. Er zeigt u. a. Aliens auf dem Dach der Anlage bei verschiedenen Tätigkeiten sowie unterirdische Anlagen mit UFOs.
Im Movie Park Germany gibt es das Wasserfahrgeschäft Area 51 – Top Secret, in welchem die Besucher an Außerirdischen vorbeifahren.
Der Name wurde 2014 als Titel des Liedes Area 51 des niederländischen Produzenten Hardwell gemeinsam mit DallasK verwendet. Zudem enthält das Instrumentalstück eine kurze Passage, in der eine verzerrte Stimme sagt „Maybe, Area 51 has answers to some of those questions“, was auf die Verschwiegenheit über den Ort anspielt. Ein Jahr später erwähnte Namika die Area 51 in ihrem Lied Lieblingsmensch.

## Audios
- Ufo-Glaube in den USA – Area 51 und die Suche nach Außerirdischen. Mit Arndt Peltner, Doris Simon, Katja Bigalke. In: Deutschlandfunk Weltzeit, 2. September 2020 (MP3; 27:32 min; Audio).